# عائلة كومو
عائلة كومو أو الكومو هي عائلة في أنمي Laughing Under The Clouds وهي مسؤولة عن أومي وتولي أمر الأورتشي ومنع شرها, ولها مهام عدة, ويكون لها سيد متوراث, والسيد الحالي هو تينكا كومو أقوى إخوته, ويميز العائلة شعار وهُوية بصرية خاصة بهم.

## أفراد عائلة كومو
- كاغيميتسو كومو: جد عائلة كومو, إنه الزعيم الأول لها, يقاتل بكل بسالة مخاطراً بنفسه لمنع شر الأورتشي, وهو الذي ساعد بوتان وهيراري على ختم الأورتشي, وهذا كله قبل 600 عام.[2]

- تايكو كومو: والد تينكا وهو سيد في اليامايينو وقد تم قتله من قبل عشر سنوات.[3]

في العصر الحالي الكومو ثلاثة أشخاص (إخوة الكومو الثلاثة) ويطلق عليهم (إخوة السحاب الثلاثة) وهم أولاد تايكو, يدور الأنمي حولهم وقد تم قتل والديهم من قبل, وترتيب الإخوة الثلاث:
- الأخ الأكبر: تينكا كومو (الضاحك تحت السماء الملبدة بالسحاب), وهو السيد الرابع عشر لعائلة كومو.

- الأخ الثاني (الأوسط): سورامارو كومو.

- الأخ الثالث (الأصغر): تشوتارو كومو.[4]

كان لدى عائلة كومو ساكن يدعى شيراسو كينجو وهو من النينجا الفوما ويتميز بمنظره المهذب.

## العلاقة بين إخوة الكومو الثلاثة
بين الإخوة الثلاثة تعاون وحب شديد.
تينكا الأخ الأكبر ربّ الأسرة حالياً وهو يعطف على أخويه ويحاول أن يعوض دور الأب والأم, وقد يبالغ في ذلك أحياناً وأخواه أثمن مافي حياته.
أما سورامارو فهو يتمنى دائماً منافسة تينكا ويريد أن يحظى باحترامه ويغتاظ من نظرة تينكا له التي وصفها بقوله: (يعاملني كأني طفل ولا يعتمد علي) وقال عنه: (رجل أهوج ولا ينجز شيئاً من الأعمال المنزلية وعندما لا يكون لديه عمل ينام طول النهار لا يستحم إلا نادراً ولا يلتزم المواعيد ويأخذ أشياء الآخرين بغير استئذان, ولكنه أخونا وهو بمكانة والدنا أيضاً..., كبرنا ونحن ننظر إلى ذلك السند الذي يحمينا, إذا التقيته ستعي ذلك, إنه رجل واعٍ ولا يرتكب الأخطاء), وقال سورامارو أيضاً: (تينكا, كنت تمشي أمامي تحميني وترشدني لقد كنت نجمي حتى لا أتيه أو أضيع في ظلام الحياة, أخي, أرغب في أن أكون مثلك).
أما عن تشوتارو فهو يحب أخويه كثيراً وينادي أحدهم أحياناً بـ(سيدي) وهو يشبه تينكا بتصرفاته وشكله من عدة نواحي.

## بعض مميزات الكومو
تملك عائلة كومو الكثير من المميزات, منها:
- سيفا عائلة كومو: عبارة عن سيفين قويين, مغطيان بغمد أسود وفضي وملفوفٌ حول كل منهما مسبحة, تتوارثه عائلة كومو عبر الأجيال, وقد أهداه تينكا لأخيه سورامارو وقال له حينها: (هذا السيف ليس لقتل أحد, بل سيف للحماية, سورامارو, آمل منك يا أخي الصغير, أن تتفوق علي) وقد استعملهما تشوتارو أيضاً.

- أدوات تشوتارو: بالإضافة لسرعته يمتلك تشوتارو كرات كالألغام يمكنه القتال بها.

- بوكو: راكون يملكه كاغيميتسو, يكبر حجمه حتى يمكن ركوبه والهجوم به.
- ڠيروكتشي: نفس بوكو لكن لتشوتارو وأخويه وهو ودود مع بوتان.[9]

## مهام وأعمال الكومو
للكومو مهام وأعمال عدة يتوازعها الإخوة الثلاث:
- الدرع لمن يختم الأورتشي: بوتان هي من يختم الأورتشي وعائلة كومو مهمتها حمايتها.

- قال تينكا أن عليه العثور على وعاء الأورتشي قبل أن يعود إلى الحياة كما كان وحمايته.
- الدرع والاصطياد ومنع شر وتولي أمر الأورتشي (الثعبان الضخم): من قبل 600 عام حتى الآن.[10]
- أوكلت مهمة الأمن في أومي و(تحت السحاب) إلى عائلة كومو وقد عبر تينكا بذلك وقال: (لا تعارضني فأنا القانون هنا).

- الإمساك بالمجرمين الهاربين: غالباً تينكا من يقوم بذلك.

- الإبحار بالسجناء: حيث أن الإخوة الثلاثة هم الدليل إلى القفص الذي يُساق المجرمون إليه, سجن كوڠومونجو أكبر سجن في اليابان وهو قفص للمجرمين الخطيرين وموجود وسط بحيرة في محافظة شيڠا (يؤدي هذه المهمة أحياناً سورامارو وتشوتارو وحدهما ويكسبون بفضل ذلك رزقهم).[11]

## الكومو واليامايينو
فرقة اليامايينو الرسمية هي فرقة أنشأها تينكا كومو وسوسي آبي ورفاقهم, كان ذلك لأنهم يريدون أن يحققوا حلمهم, فالحلم كان حماية البلاد ليردوا جمليها عليهم, فأُنشئت فرقة اليامايينو لاصطياد الأورتشي الذي يولد على سطح هذه الأرض كل 300 سنة, وقال تينكا لسوسي أن اليامايينو كانت حلمه السامي, وكان تينكا قائداً لها, واستقى سوسي الحلم منه, إذ كان صديق طفولته.
ثم ترك تينكا اليامايينو واهتم برعاية وتربية أخويه بعد وفاة والديهم, كما قال لسوسي: فضلت مناداتي بالأخ الكبير على مصلحة هذه البلاد.
وقد طلب سورامارو من سوسي آبي أن يدربه فوافق في النهاية مقابل مهمة, وقد نفّذها سورامارو فدرّبه سوسي آبي وكان معلماً له في مبارزة السيف.